# Панкальєрі
Панкальєрі (італ. Pancalieri, п'єм. Pancalé) — муніципалітет в Італії, у регіоні П'ємонт, метрополійне місто Турин.
Панкальєрі розташоване на відстані близько 520 км на північний захід від Рима, 28 км на південь від Турина.
Населення — 2003 особи (2014).
Щорічний фестиваль відбувається 6 грудня. Покровитель — святий Миколайo.

## Демографія
Населення за роками:

Станом на 1 січня 2023 року в муніципалітеті офіційно проживали 304 іноземці з 11 країн, серед них 85 громадян країн Євросоюзу.

## Сусідні муніципалітети

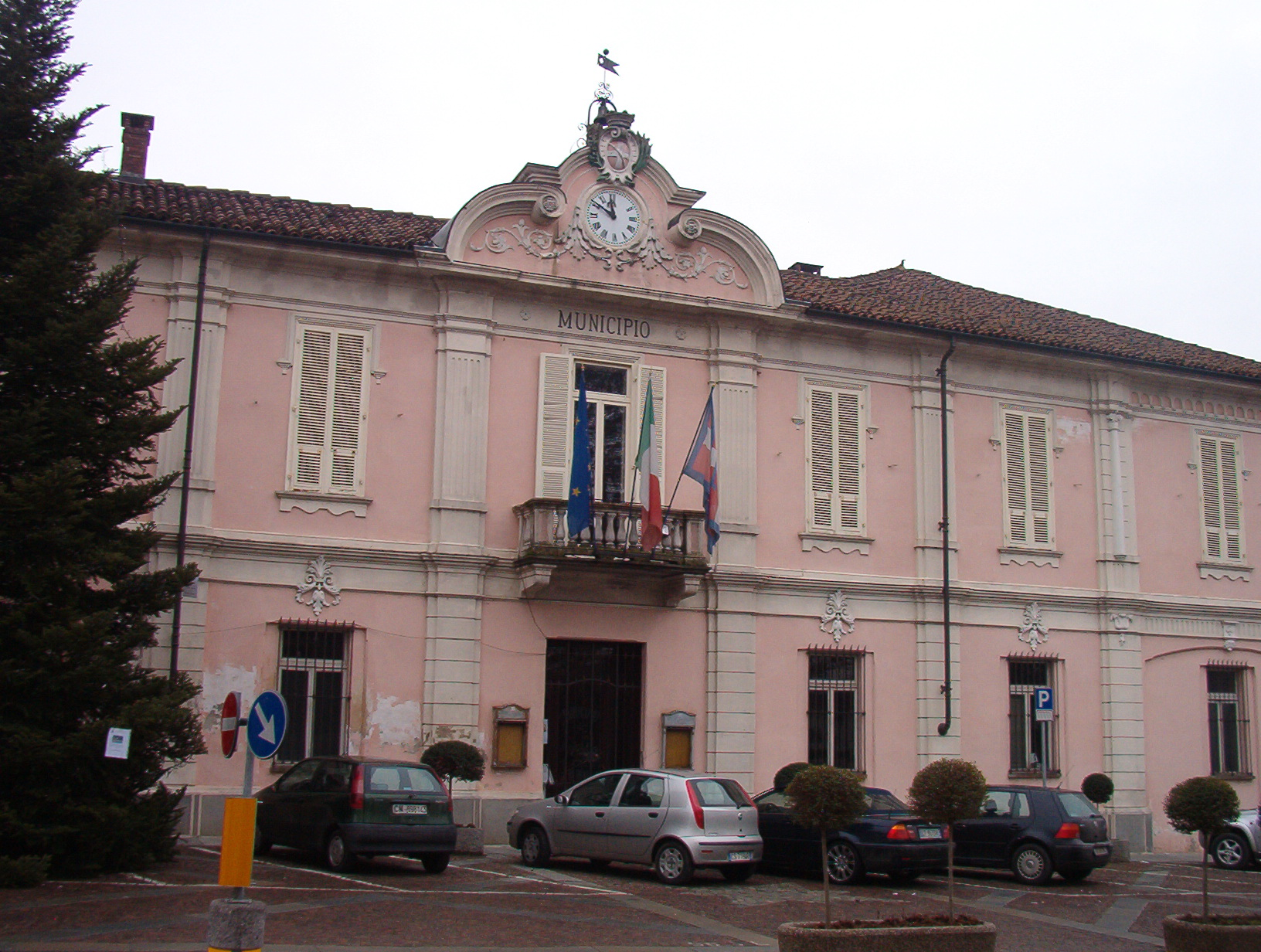
Ратуша

- Казальграссо
- Фауле
- Ломбріаско
- Озазіо
- Полонгера
- Вігоне
- Віллафранка-П'ємонте
- Вірле-П'ємонте